# Content Addressable Storage
Content Addressable Storage, também conhecido como armazenamento associativo ou abreviado como CAS, é um mecanismo para armazenar informações que podem ser recuperadas com base em seu conteúdo, não o seu local de armazenamento. É normalmente utilizado para o armazenamento de alta velocidade e recuperação de conteúdo fixo, como documentos armazenados para cumprimento da regulamentação do governo. Asperamente, armazenamento de conteúdo endereçável é o análogo ao armazenamento permanente de memória de conteúdo endereçável.